# (21196) 1994 PU5
A (21196) 1994 PU5 a Naprendszer kisbolygóövében található aszteroida. Eric Walter Elst fedezte fel 1994. augusztus 10-én.